# Luhačovice (nádraží)
Luhačovice je železniční stanice v západní části města Luhačovice v okrese Zlín v Zlínském kraji nedaleko Luhačovického potoka. Leží na neelektrizované jednokolejné trati Újezdec u Luhačovic – Luhačovice. Nedaleko stanice se nachází městské autobusové nádraží.

## Historie
Dne 12. října 1905 otevřela společnost Aujezd - Luhatschowitz Lokalbahn (ALLB) trať z Újezdce u Luhačovic do Luhačovic. Přes Újezdec u Luhačovic procházela od roku 1888 trať prodloužena budováním tzv. Vlárské dráhy Rakouské společnosti státní dráhy (StEG) směrem na Slovensko, která tak završila původní projekt společnosti Českomoravská transverzální dráha (BMTB), jež usilovala o dostavbu traťového koridoru propojujícího již existující železnice v ose od západních Čech po Trenčianskou Teplou. Nově postavené nádraží v Luhačovicích zde vzniklo jako koncová stanice, dle typizovaného stavebního vzoru.
Po zestátnění ALLB v roce 1918 pak správu přebraly Československé státní dráhy.
Ve 30. letech 20. století byla staniční budova jako jedna z mála vyzdobena sgrafity a typickými nástěnnými slováckými motivy od Rozky Falešníkové z Tasova.
V roce 2012 figurovalo nádraží v 6. ročníku ankety Nejkrásnější nádraží roku a dostalo se do finále.

## Popis
Nachází se zde dvě úrovňová nástupiště, k příchodu na druhé nástupiště slouží přechod přes kolej.[zdroj?]

## Provoz osobní dopravy
V roce 2023 byla stanice obsluhována osobními vlaky ze stanice Újezdec u Luhačovic (vybrané spoje ze Starého Města u Uherského Hradiště, Uherského Hradiště a Bojkovic města ve zhruba dvouhodinovém intervalu provozoval dopravce ARRIVA vlaky a rychlíky Slovácký expres společnosti České dráhy ze stanice Praha-Vršovice ve dvouhodinovém intervalu (vybrané spoje z Olomouce a Starého Města u Uherského Hradiště.
Stanice zajišťuje odbavení cestujících, je zde vnitrostátní a mezinárodní pokladna ČD, pokladnu zde má i Arriva.